# 4-말레일아세토아세트산
4-말레일아세토아세트산(영어: 4-maleylacetoacetic acid)은 티로신의 대사 과정에서의 대사 중간생성물이다.

## 같이 보기
- 티로신 (아미노산)
- 호모겐티스산 1,2-이산소화효소